# Diabolic Garden
Diabolic Garden (デｲアボリックガーデン, Deiaborikkugāden) est un shōnen manga d'Ichigo Shiraki, prépublié dans le magazine GFantasy et publié par l'éditeur Square Enix en trois volumes reliés sortis entre avril 2009 et janvier 2010. La version française est éditée par Ki-oon en trois tomes sortis entre novembre 2010 et mai 2011.

## Liste des volumes
| no | Japonais        | Japonais          | Français         | Français          |
| no | Date de sortie  | ISBN              | Date de sortie   | ISBN              |
| -- | --------------- | ----------------- | ---------------- | ----------------- |
| 1  | 27 avril 2009   | 978-4-7575-2551-1 | 10 novembre 2010 | 978-2-35592-212-1 |
| 2  | 27 avril 2009   | 978-4-7575-2552-8 | 24 février 2011  | 978-2-35592-240-4 |
| 3  | 27 janvier 2010 | 978-4-7575-2783-6 | 26 mai 2011      | 978-2-35592-271-8 |

### Édition japonaise
Square Enix
1. 1 2  (ja) « Tome 1 »
2. 1 2  (ja) « Tome 2 »
3. 1 2  (ja) « Tome 3 »

### Édition française
Ki-oon
1. 1 2  « Tome 1 »
2. 1 2  « Tome 2 »
3. 1 2  « Tome 3 »